# Kuchelmiß
Kuchelmiß é um município da Alemanha, situado no distrito de Rostock, no estado de Mecklemburgo-Pomerânia Ocidental. Tem 37,46 km² de área, e sua população em 2019 foi estimada em 618 habitantes.